# Atletismo nos Jogos Pan-Americanos de 1991 - 50 km marcha atlética masculina
A prova dos 50 km da marcha atlética masculina nos Jogos Pan-Americanos de 1991 foi realizada em 11 de agosto em Havana, Cuba.

## Medalhistas
| Ouro                         | Prata                             | Bronze              |
| Carlos Mercenario MEX México | Miguel Ángel Rodríguez MEX México | Edel Oliva CUB Cuba |

### Final
| Posição           | Nome                   | Nacionalidade | Tempo   | Notas |
| ----------------- | ---------------------- | ------------- | ------- | ----- |
| Medalha de ouro   | Carlos Mercenario      | MEX México    | 4:03:09 |       |
| Medalha de prata  | Miguel Ángel Rodríguez | MEX México    | 4:04:06 |       |
| Medalha de bronze | Edel Oliva             | CUB Cuba      | 4:16:27 |       |
| 4                 | José Querubín Moreno   | COL Colômbia  | 4:23:48 |       |
| 5                 | Oscar Vega             | CUB Cuba      | 4:29:17 |       |